# Норвежское движение Сопротивления
Движение сопротивления в Норвегии (норв. Norsk motstandsbevegelse) — организованное сопротивление немецкой оккупации в Норвегии во время Второй мировой войны.

## Оккупация нацистами
В ночь с 8 на 9 апреля 1940 года немецкие войска начали захват Норвегии под предлогом защиты государства от агрессии Великобритании и Франции; гитлеровское правительство направило в Осло ноту, оправдывающую вторжение заботой о нейтралитете Норвегии.
Несмотря на организацию военного сопротивления королём Хоконом VII, в течение нескольких суток юг Норвегии был захвачен оккупантами. Англо-французские войска, высадившиеся в Нарвике, попытались соединиться с норвежскими войсками, однако их постигла неудача, и 8 июня Хокон VII признал поражение и приказал своей армии прекратить сопротивление. Правительству пришлось эвакуироваться в Лондон.

## Оккупационный режим
После окончания боевых действий, в 1940 году был создан рейхскомиссариат Норвегия, который возглавил Йозеф Тербовен. Для управления экономикой Норвегии, был создан штаб военной экономики.
Перед ним была поставлена задача «перевоспитать» норвежцев, провести нацификацию страны. Единственной законной политической партией было объявлено «Национальное единение», возглавляемой В. Квислингом. Во главе «профсоюзов» были поставлены комиссары. Марионеточное правительство пыталось поставить под свой контроль все общественные движения и организации и неодобрительно относилось к конфронтации со стороны местного населения. В ноябре 1940 года в отставку пришлось подать всем членам Верховного суда. Режим ужесточился с февраля 1942 года, когда на пост министра-президента был назначен Квислинг. Его законопроекты по «нацификации» Норвегии вызывали всеобщее недовольство.
Члены еврейской общины в Норвегии, состоявшей из 2000 человек, были репрессированы. В мае 1943 года она была официально распущена.

## Начало активного сопротивления
Идеологом сопротивления стала церковь. Во время церковных служб не раз зачитывались специальные пасторские послания против несправедливых правительственных распоряжений и указов.
10 августа 1940 года коммунистическая партия Норвегии выступила с призывом активизировать борьбу против немецких оккупантов. Осенью 1940 года в Бергене, Трондхейме, Сарпсборге и других городах были проведены антинацистские демонстрации.
На хуторе Селбю в районе Трондхейма начала действовать подпольная организация, объединявшая членов семьи Морсет — в неё входили Педер Морсет и 7 его сыновей (из которых трое старших — Одмунд, Рейдар и Ула — имели опыт военной службы в норвежской армии). Являясь учителем, Педер Морсет объединил вокруг себя других учителей сельской школы, отказался преподавать по программам, утверждённым Квислингом, но был арестован и до 1942 года находился в заключении. Сыновья продолжили деятельность, в 1942 году доставили из Швеции несколько радиопередатчиков для местной подпольной организации, а позднее достали два автомата. В начале 1943 года с помощью предателя шеф гестапо в Трондхейме Герхард Флеш вышел на семью Морсет и 28 февраля 1943 года отправил для их ареста группу работников гестапо и лыжную группу (которая должна была оцепить хутор). В ходе боя и последующего преследования уходивших к шведской границы норвежцев немцами был убит Одмунд Морсет и взяты в плен Педер и Хельге Морсет (после длительных допросов с применением пыток, Педер Морсет был расстрелян 19 мая 1943 года).
В мае 1941 года была создана «Военная организация» («Milorg»).
В сентябре 1941 года по всей стране забастовало около 40 тысяч рабочих.
10 сентября 1941 года в Осло состоялась «молочная забастовка», в которой участвовали 25 тыс. рабочих. Немецкие войска разогнали бастующих, десятки рабочих были арестованы, а два профсоюзных активиста (В. Ханстеен и Р. Викстрём) — расстреляны.
6 октября 1941 года норвежское правительство в Лондоне ввело смертную казнь для норвежских коллаборационистов.
В середине ноября 1941 года в Осло состоялась студенческая забастовка.
В конце 1941 года был образован координационный комитет «Сиворг» (Sivorg), призванный согласовать деятельность разрозненных ячеек сопротивления, возникших по профессиональному или региональному признакам. Комитет выдавал так называемые «пароли», то есть директивы, которые регулировали акции протеста по всей стране. В Осло издавалась подпольная газета, где печатались передаваемые лондонским радио фронтовые сводки.
В январе 1942 года норвежские партизаны взорвали завод в Драммене, подожгли завод в Бергене и уничтожили имевший стратегическое значение мост в Киркенесе.
В феврале 1943 года в Веморке группа норвежцев, подготовленных британскими спецслужбами, взорвала цех предприятия «Norsk Hydro» по производству тяжёлой воды.
В апреле 1943 года норвежские подпольщики взорвали немецкий корабль.
15 марта 1945 года состоялась одна из самых масштабных акций норвежского движения Сопротивления — единственная железная дорога, связывавшая южную Норвегию с северной частью страны, была взорвана более чем в 1000 мест.
Жители Норвегии оказывали помощь советским военнопленным, находившимся на территории Норвегии, личность некоторых из них была установлена после окончания войны (среди которых Готфред Лоренсен, передавший значительное количество продуктов военнопленным из концлагеря в Нисседале; школьник Эйвинд Андерсен, передававший продукты военнопленным из лагеря Нюгорммюрене; Гюстав Юханссон, организовавший питание группы военнопленных в Тронхейме; домохозяйка Дагмар Ларсен, передававшая продукты и тёплые вещи группе военнопленных, работавших на строительстве картофелехранилища в Сторо; жители Валлдала Петер Берли, Ларс Берли, Артур Лангдал, Сигурд Лангдал и Ивар Хегген, спрятавшие шесть бежавших из концлагеря русских военнопленных; Осмюнд Нюгор из Вадсе, который стал проводником для группы советских военнопленных, бежавших из Нессебю в октябре 1944 года и вывел их в расположение советских войск), личность других осталась не установлена.

## Освобождение Норвегии
В течение последних двух лет войны норвежское правительство в изгнании добилось разрешения и сотрудничества со стороны Швеции в создании военных формирований на территории Швеции (так называемых «полицейских войск»), набираемых из норвежских беженцев. Термин «полиция» является условным из-за того, что на самом деле это были чисто военные формирования. Их общая численность составила 12000 мужчин.
Одни части этой «полиции» были заняты в освобождении Финнмарка зимой 1944—1945 годов. Остальные участвовали в освобождении остальной части Норвегии после капитуляции Германии в мае 1945 года.
Помощь наступавшим в северной Норвегии советским войскам оказали жители посёлка Банген Гурнавер Тартинусен и Басмопермин Удеме. Кроме того, 25 октября 1944 при форсировании советскими войсками залива Бек-фьорд помощь советскому десанту оказали капитаны норвежских рыболовных ботов Мартин Хандсен и Усланд Хандсен (которые под огнём противника вышли в море и спасли военнослужащих с подбитой и начавшей тонуть автомашины-амфибии). Норвежец У. Холстенсен предотвратил взрыв заминированной отступавшими немцами электростанции, обезвредив все заложенные фугасы, после чего охранял станцию до подхода советских войск.
Норвежские рыбаки (М. Генсен, Т. Пало, П. Мильсен и другие) оказали помощь советским войскам при переправе через Эльвенес-фьорд, а ряд жителей Киркенеса во время боёв за город помогали советским войскам, оказывая помощь раненым и сообщая сведения о расположении немецких подразделений, огневых точках и укреплениях.

## После окончания войны
После окончания войны, шестеро норвежцев — участников движения Сопротивления были награждены советскими правительственными наградами: пять человек (Р. Гюльдбрандсен, И. Гюльбрандсен, Я. Мадсен (посмертно), С. Неверлюнд, Б. Халворсен) были награждены орденами Красной Звезды, один человек (Р. Педерсен) был награждён медалью «За отвагу».
Кроме того, ещё 16 граждан Норвегии были награждены советскими орденами и медалями за оказание помощи советским военнопленным.
В 1966 году в замке Акерсхус был открыт музей Движения Сопротивления (Norges Hjemmefrontmuseum).
Самоотверженная деятельность участников норвежского подполья по спасению евреев от геноцида в 1977 году отмечена израильским Институтом Яд ва-Шем признанием всего движения коллективным праведником мира.